# Bílá (district de Liberec)
Pour les articles homonymes, voir Bílá.
Bílá (en allemand : Bilai) est une commune du district et de la région de Liberec, en République tchèque. Sa population s'élevait à 973 habitants en 2021.

## Géographie
Bílá se trouve à 3 km à l'est de Český Dub, à 12 km au sud de Liberec et à 79 km au nord-est de Prague.
La commune est limitée par Proseč pod Ještědem et Šimonovice au nord, par Hodkovice nad Mohelkou et Sychrov à l'est, par Vlastibořice et Kobyly au sud, et par Český Dub à l'ouest.

## Histoire
La première mention écrite du village date de 1363.

## Transports
Par la route, Bílá se trouve à 4 km de Český Dub, à 20 km de Jablonec nad Nisou, à 20 km de Liberec et à 103 km de Prague.